# ملعب فيليكس سانشيز الأولمبي
ملعب فيليكس سانشيز الأولمبي هو ملعب متعدد الاستخدام يقع في سانتو دومينغو عاصمة جمهورية الدومنيكان. غالبا ما يتم استخدامه لمباريات كرة القدم. يسع الملعب لجلوس 27 ألف متفرج. تم افتتاح الملعب في سنة 1974.